# Błażowa
Błażowa é um município da Polônia, na voivodia da Subcarpácia e no condado de Rzeszów. Estende-se por uma área de 4,23 km², com 2 148 habitantes, segundo os censos de 2017, com uma densidade de 507,8 hab/km².